# Lidderdale
Lidderdale é uma cidade localizada no estado americano de Iowa, no Condado de Carroll.

## Demografia
Segundo o censo americano de 2000, a sua população era de 186 habitantes.
Em 2006, foi estimada uma população de 176, um decréscimo de 10 (-5.4%).

## Geografia
De acordo com o United States Census Bureau tem uma área de
6,3 km², dos quais 6,3 km² cobertos por terra e 0,0 km² cobertos por água.

## Localidades na vizinhança
O diagrama seguinte representa as localidades num raio de 16 km ao redor de Lidderdale.